# Luis Ramiro Alfonsín
Luis Ramiro Alfonsín Foulkes (Chascomús, 21 de junio de 1930-Buenos Aires, 31 de mayo de 2024) fue un político y abogado argentino. Se desempeñó como Embajador argentino ante las comunidades Europeas (actual Unión Europea), cargo al cual lo designó su hermano, el presidente Raúl Alfonsín entre 1984 y 1989.

## Carrera
Tras su llegada al poder en diciembre de 1983, Raúl Alfonsín designó a algunos de sus hermanos en cargos públicos, como en la vicepresidencia del Banco Hipotecario o la coordinación del programa PAN. Entre las designaciones se encontraba la su hermano, Luis Ramiro. Estas designaciones fueron criticadas por la oposición y algunos medios argentinos acusándosele de nepotismo, aunque el Senado argentino logró prestar conformidad a su nombramiento.
Durante su gestión como embajador tuvo a su cargo el reinicio de las conversaciones de la Argentina con el Reino Unido luego de la entonces reciente Guerra de las Malvinas, que había cortado por completo los vínculos diplomáticos con el país. La intención principal era mejorar la imagen del país que se había desgastado en el continente, como también lograr que los británicos levantaran las sanciones de carácter económico impuestos a la Argentina. Según Ángel Viñas, ello incluía numerosas reuniones con delegaciones británicas en el restaurante bruselense Comme chez Soi. Sin embargo, el restablecimiento de relaciones diplomáticas de manera plena entre ambos países serían recién durante la presidencia de Carlos Menem.